# إلكترونيات عضوية

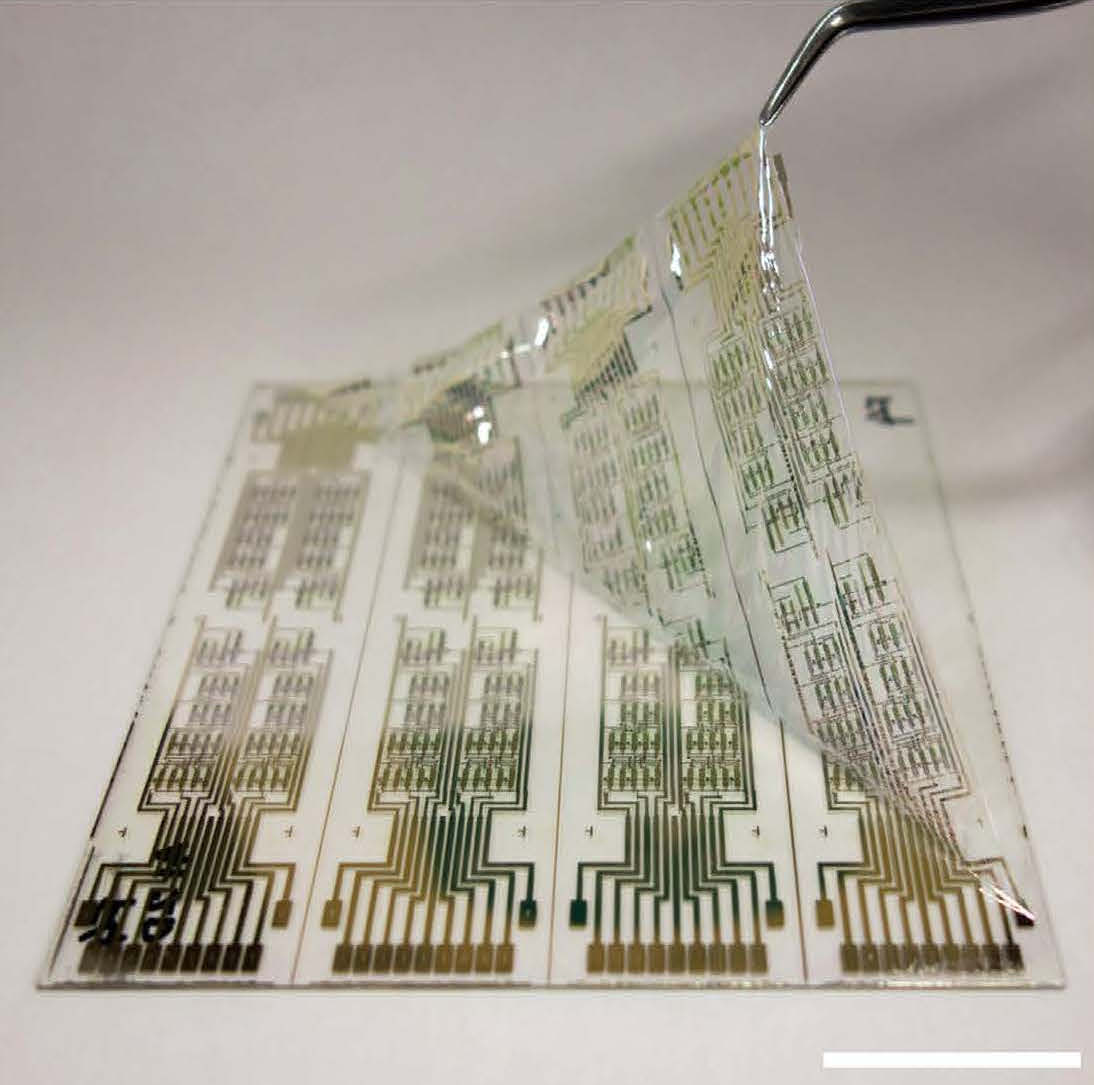

الإلكترونيات العضوية هي مجال في علم المواد المتعلقة بتصميم وتركيب وتوصيف وتطبيق الجزيئات العضوية الصغيرة أو البوليمرات التي تُظهِر الخصائص الإلكترونية المرغوبة مثل الموصلية الكهربائية. على عكس الموصلات غير العضوية التقليدية وأشباه الموصلات، تُصنع المواد الإلكترونية العضوية من جزيئات أو بوليمرات عضوية صغيرة (قائمة على الكربون) باستخدام استراتيجيات تركيبية طُوّرت في سياق كيمياء عضوية وكيمياء البوليمرات. واحدة من الفوائد الموعودة للإلكترونيات العضوية هي تكلفتها المنخفضة المحتملة مقارنةً بالإلكترونيات غير العضوية التقليدية. وتشمل الخصائص الجذابة للموصلات البوليمرية التوصيل الكهربائي الذي يمكن أن يختلف بتركيزات الشوائب. بالنسبة للمعادن، فهي تتميز بالمرونة الميكانيكية. يتمتع بعضٌ منها بثباتية حرارية عالية.

## نبذة تاريخية
تُعد الموصلات الكهربائية فئة واحدة من المواد ذات الأهمية في الإلكترونيات العضوية، أي المواد التي يمكن أن تنقل الشحنات الكهربائية مع انخفاض المقاومة. تكون المواد الموصلة التقليدية غير عضوية. المواد الموصلة الكلاسيكية (والتي لا تزال مهيمنة من الناحية التكنولوجية) هي معادن مثل النحاس والألومنيوم وكذلك العديد من السبائك.
وصف هنري ليثبي أول مادة موصلة عضوية أُعلن عنها، وهي بولي أنيلين، في عام 1862. بدأ العمل على المواد العضوية البوليمرية الأخرى بشكل جاد في الستينيات من القرن العشرين، أُبلغ عن الموصلية العالية 1 سيمنز/ سم في عام 1963، لمشتق من رباعي يودو بيرول. في عام 1977، اكتُشفت إمكانية أكسدة الأسيتيلين مع الهالوجينات لإنتاج المواد الموصلة من أي مادة من المواد العازلة أو أشباه الموصلات. مُنحت جائزة نوبل في الكيمياء عام 2000 لِآلن جاي هيغير، وآلن جي ماكديرميد، وهيديكي شيراكاوا بشكل مشترك عن عملهم في البوليمرات الموصلة. وحدد هؤلاء والعديد من العمال الآخرين أسرًا كبيرة من البوليمرات الموصلة كهربائيًا، بما في ذلك البولي ثيوفين، وكبريتيد البولي فينيلين، وغيرها.
في الخمسينيات من القرن العشرين، اكتُشفت فئة ثانية من الموصلات الكهربائية بناءً على أملاح نقل الشحنات. الأمثلة السابقة كانت مشتقات من المركبات العطرية متعددة الحلقات. على سبيل المثال، عُرض البيرين لتكوين أملاح معقدة لنقل أشباه الموصلات بالهالوجين. في عام 1972، وجد الباحثون الموصلية المعدنية (الموصلية مماثلة للمعادن) في مركب انتقال الشحنة تي تي إف-تي سي إن كيو.
طُورت اللدائن الموصلة لأغراض التطبيقات في الصناعة. في عام 1987، أُنتج أول ديود عضوي في شركة إيستمان كوداك من قِبل تشينغ دبليو تانغ وستيفن فان سليك.
أُعلن عن الوصف الأولي للخصائص الأساسية للثنائيات (الديودات) البوليمرية الباعثة للضوء، ما يدل على أن ظاهرة انبعاث الضوء هي استضاءة كهربائية بالضغط وأن استجابة التردد كانت سريعة بما يكفي للسماح بتطبيقات عرض الفيديو، أُعلن عنها بواسطة بريدلي، وبوروز، وفريند وآخرون، في مجلة نيتشر عام 1990. أدى الانتقال من المواد الجزيئية إلى الجزيئات الكبيرة إلى حل المشكلات التي سبق أن واجهتها مع استقرار الأفلام العضوية على المدى الطويل وتمكين إنتاج الأفلام عالية الجودة بسهولة. طورت الأبحاث اللاحقة البوليمرات متعددة الطبقات والمجال الجديد من دراسة وإنتاج أجهزة الإلكترونيات البلاستيكية والثنائيات العضوية الباعثة للضوء (أو إل إي دي) التي تنمو بسرعة.

## المواد العضوية الموصلة
يمكن تقسيم المواد الموصلة العضوية إلى فئتين رئيسيتين: البوليمرات الموصلة والمواد الصلبة والأملاح الجزيئية الموصلة.

### المواد الصلبة الجزيئية والأملاح
تشتمل جزيئات أشباه الموصلات الصغيرة على مركبات عطرية متعددة الحلقات مثل البنتاسين والروبرين.

### البوليمرات الموصلة
عادةً ما تكون البوليمرات الموصلة الكهربائية، موصلة بشكل جوهري أو شبه موصلة على الأقل. تظهر أحيانًا خواص ميكانيكية مماثلة لتلك الخاصة بالبوليمرات العضوية التقليدية. يمكن استخدام كل من التركيب العضوي وتقنيات التشتت المتقدمة لضبط الخصائص الكهربائية للبوليمرات الموصلة، على عكس الموصلات غير العضوية النموذجية. تشتمل أكثر أنواع البوليمرات الموصلة دراسةً جيدة على البولي أسيتيلين وا لبولي بيرول والبولي أنيلين والبوليمرات المشتركة الخاصة بهم. يُستخدم عديد فينيلين الفينيلين ومشتقاته في البوليمرات شبه الموصلة كهربائيًا. ويُعتبر أيضًا مركب عديد 3-ألكيل الثيوفين، مادة نموذجية للاستخدام في الخلايالشمسية والترانزستورات.

## الثنائيات العضوية الباعثة للضوء
تتكون الثنائيات العضوية الباعثة للضوء (أو إل إي دي) من طبقة رقيقة من المواد العضوية التي تصدر الضوء تحت التحفيز بواسطة تيار كهربائي. يتكون الثنائي العضوي الباعث للضوء النموذجي من قطب كهربائي موجب وقطب سالب ومواد أو إل إي دي العضوية وطبقة موصلة.

### اكتشاف الثنائيات العضوية الباعثة للضوء (أو إل إي دي)
كان أندريه برنانوس أول شخص يراقب ظاهرة الاستضاءة الكهربائية في المواد العضوية، وأعلن تشينغ دبليو تانغ عن تصنيع جهاز ثنائي عضوي باعث للضوء في عام 1987. تضمن الجهاز الثنائي العضوي الباعث للضوء بنية مزدوجة الطبقة تتكون من طبقات نقل مستقلة للثقوب وطبقات نقل الإلكترونات، مع انبعاث الضوء بين الطبقتين. افتتح اكتشافهم حقبة جديدة من أبحاث الثنائيات العضوية الباعثة للضوء الحالية وتصميم الأجهزة.

### التصنيف والأبحاث الحالية
يمكن تقسيم المواد العضوية للثنائيات العضوية الباعثة للضوء (أو إل إي دي) إلى مجموعتين رئيسيتين: مواد جزيئية صغيرة ومواد بوليمرية. تشمل جزيئات أو إل إي دي الصغيرة (إس إم-أو إل إي دي) على استخلاب عضوي فلزي (إيه إل كيو 3) وأصباغ فلورية وفسفورية، وتشبعات. يمكن اختيار الأصباغ الفلورية وفقًا للمدى المرغوب فيه من أطوال موجات الانبعاثات؛ وغالبًا ما تُستخدم مركبات مثل البيريلين والروبرين. أعلن مؤخرًا جدًا، الدكتور كيم جاي وآخرون في جامعة ميشيغان عن بي آر 6 إيه، وهي بلورة عضوية نقية باعثة للضوء، عن طريق تعديل ارتباط الهالوجين، ونجحوا في ضبط الفسفورية إلى أطوال موجية مختلفة بما في ذلك الأخضر والأزرق والأحمر. يحاول العلماء تحقيق الجيل التالي من الثنائيات العضوية الباعثة للضوء، عن طريق تعديل هيكل بلورة بي آر 6 إيه. عادةً ما تُصنع الأجهزة الجزيئية الصغيرة عن طريق التبخر الحراري تحت فراغ.  في حين أن هذه الطريقة تتيح تشكيل فيلم متجانس يُتحكم فيه بشكل جيد؛ يعوقه ارتفاع التكلفة وقابلية التوسع المحدودة.
ينبعث من ثنائيات البوليمر الباعثة للضوء (بّي إل إي دي)، على غرار إس إم-أو إل إي دي، ضوء تحت تأثير تيار كهربائي مطبق. تكون أو إل إي دي القائمة على البوليمرات بشكل عام أكثر كفاءة من إس إم-أو إل إي دي التي تتطلب كمية أقل نسبيًا من الطاقة لإنتاج نفس الاستضاءة. تشمل البوليمرات الشائعة المستخدمة في بّي إل إي دي، مشتقات عديد فينيلين الفينيلين وبولي فلورين. يمكن ضبط اللون المنبعث عن طريق استبدال سلاسل جانبية مختلفة على أساس البوليمر أو تعديل ثبات البوليمر. على عكس إس إم-أو إل إي دي، لا يمكن تصنيع أو إل إي دي القائمة على البوليمرات من خلال التبخير تحت التفريغ، بل يجب معالجتها باستخدام تقنيات معتمدة على الحلول. بالمقارنة مع التبخر الحراري، تعد الطرق المعتمدة على الحلول أكثر ملاءمة لإنشاء أفلام ذات أبعاد كبيرة. أعلنت زينان باو وآخرون، في جامعة ستانفورد عن طريقة جديدة لإنشاء أفلام رقيقة من أشباه الموصلات العضوية ذات مساحة كبيرة باستخدام حقول بلورية فردية متوافقة.